# Oesterwurth
Oesterwurth est une commune allemande du Schleswig-Holstein, située dans l'arrondissement de Dithmarse (Kreis Dithmarschen), à sept kilomètres au nord-ouest de la ville de Heide. Oesterwurth est l'une des 18 communes de l'Amt Büsum-Wesselburen dont le siège est à Büsum.